# Atari Games
Atari Games Corporation var en amerikansk producent av arkadspel. Det var ursprungligen avdelningen för myntbaserade arkadspel hos Atari och bröts ut till ett eget bolag 1984.

### Fotnoter
1. 1 2 3 4  Moby Games, MobyGames företags-ID (föråldrad): midway-games-west-inc, läst: 22 februari 2021.[källa från Wikidata]